# Oju
Oju (Duits: Ojo) is een plaats in de Estlandse gemeente Saaremaa, provincie Saaremaa. De plaats heeft de status van dorp (Estisch: küla) en heeft 8 inwoners (2021).
Tot in oktober 2017 lag de plaats in de gemeente Kihelkonna. In die maand ging Kihelkonna op in de fusiegemeente Saaremaa.
Oju ligt aan de westkust van het eiland Saaremaa. 

## Geschiedenis
Oju werd voor het eerst genoemd in 1453 als boerderij. Later lag ze op het landgoed van Pajumõisa. In 1857 werd ze een veehouderij (Estisch: karjamõis) binnen het landgoed Pajumõisa. In 1920 kreeg ze de status van dorp.
Tussen 1977 en 1997 maakte Oju deel uit van het buurdorp Kurevere.